# فهرست قنات‌های شهرستان تفرش
جدول زیر بر اساس آمار وزارت جهاد کشاورزیتهیه شده‌است. فهرست زیر قنات‌های شهرستان تفرش در استان مرکزی را نشان می‌دهد.
| نام قنات           | موقعیت                 | نزدیک‌ترین روستا  | طول قنات (متر) | تعداد میله چاه | عمق مادر چاه | دبی (لیتر بر ثانیه) | سطح زیر کشت (هکتار) |
| ------------------ | ---------------------- | ---------------- | -------------- | -------------- | ------------ | ------------------- | ------------------- |
| آب بالا            | بخش مرکزی شهرستان تفرش | کهندان           | ۰              | ۵              | ۰            | ۲                   | ۳۰                  |
| آب بزرگ            | بخش مرکزی شهرستان تفرش | تبرته            | ۰              | ۱۰۰            | ۰            | ۳۰۰                 | ۴۲۰                 |
| آب نو              | بخش مرکزی شهرستان تفرش | برزآباد          | ۰              | ۱۰۰            | ۰            | ۲۵                  | ۲۲٫۵                |
| آب کوچک            | بخش مرکزی شهرستان تفرش | تبرته            | ۰              | ۵۰             | ۰            | ۲۰                  | ۱۰                  |
| آب کوچک            | بخش مرکزی شهرستان تفرش | دستجان           | ۰              | ۳۵             | ۰            | ۱۲٫۵                | ۰                   |
| آقابابا            | بخش مرکزی شهرستان تفرش | گورزو            | ۰              | ۱۵۰            | ۰            | ۱۳                  | ۶۰                  |
| اباد ی             | بخش مرکزی شهرستان تفرش | خرازان           | ۰              | ۵              | ۰            | ۳                   | ۱۵                  |
| اباد ی رشته اول    | بخش مرکزی شهرستان تفرش | سفیدشبان         | ۰              | ۹              | ۰            | ۸                   | ۲۰                  |
| ابدر               | بخش مرکزی شهرستان تفرش | ابردر            | ۰              | ۱۵             | ۰            | ۸                   | ۶                   |
| احمدآباد           | بخش مرکزی شهرستان تفرش | احمدآباد         | ۰              | ۶              | ۰            | ۳                   | ۱۰                  |
| احمدآباد           | بخش مرکزی شهرستان تفرش | سربند            | ۰              | ۱۰             | ۰            | ۱۰                  | ۱۱                  |
| احمدآباد           | بخش مرکزی شهرستان تفرش | احمدآباد         | ۰              | ۱۲             | ۰            | ۳٫۵                 | ۱۲                  |
| احمدآباد           | بخش مرکزی شهرستان تفرش | نظام‌آباد         | ۰              | ۷۰             | ۰            | ۵                   | ۱۳                  |
| احمدانوشیروانی     | بخش مرکزی شهرستان تفرش | طراران علیا      | ۰              | ۲              | ۰            | ۱٫۵                 | ۱                   |
| احمدصلالی          | بخش مرکزی شهرستان تفرش | بازرجان          | ۰              | ۹              | ۰            | ۵                   | ۰                   |
| ارزشان             | بخش مرکزی شهرستان تفرش | سرآباد ان        | ۰              | ۳              | ۰            | ۱٫۵                 | ۴                   |
| ارزوسند            | بخش مرکزی شهرستان تفرش | ارزوسند          | ۰              | ۱۱             | ۰            | ۳                   | ۱۰                  |
| ارزومند            | بخش مرکزی شهرستان تفرش | ارزومند          | ۰              | ۷              | ۰            | ۴                   | ۲۰                  |
| ازنائیه پایین      | بخش مرکزی شهرستان تفرش | ازنائیه پایین    | ۰              | ۸              | ۰            | ۳٫۵                 | ۲۰                  |
| ازناور             | بخش مرکزی شهرستان تفرش | خشک              | ۰              | ۸              | ۰            | ۳                   | ۲                   |
| اسماعیلاباد        | بخش مرکزی شهرستان تفرش | جونوش            | ۰              | ۵۰             | ۰            | ۰                   | ۰                   |
| اسیفن              | بخش مرکزی شهرستان تفرش | اسیفن            | ۰              | ۳۰             | ۰            | ۱۰                  | ۵۰                  |
| اصفهانک            | بخش مرکزی شهرستان تفرش | دارستان          | ۰              | ۳۵             | ۰            | ۴٫۵                 | ۵                   |
| اقاجامشهد          | بخش مرکزی شهرستان تفرش | اقاجامشهد        | ۰              | ۱۲             | ۰            | ۳٫۵                 | ۶                   |
| اقاجامشهد          | بخش مرکزی شهرستان تفرش | اقاجامشهد        | ۰              | ۱۲             | ۰            | ۴٫۵                 | ۱۲                  |
| اقچه جای           | بخش مرکزی شهرستان تفرش | اقچه جای         | ۰              | ۳              | ۰            | ۲                   | ۸                   |
| الاله              | بخش مرکزی شهرستان تفرش | مخلص‌آباد         | ۰              | ۷۰             | ۰            | ۴۰                  | ۱۷۰                 |
| الله               | بخش مرکزی شهرستان تفرش | ابردر            | ۰              | ۱۰             | ۰            | ۱٫۵                 | ۸                   |
| امامزاده بالا      | بخش مرکزی شهرستان تفرش | نقوسان           | ۰              | ۷              | ۰            | ۵                   | ۴۰                  |
| امیرآباد           | بخش مرکزی شهرستان تفرش | امیرآباد         | ۰              | ۱۵             | ۰            | ۴                   | ۶                   |
| امیرآباد           | بخش مرکزی شهرستان تفرش | شتریه            | ۰              | ۱۰۰            | ۰            | ۵                   | ۵۰                  |
| اها                | بخش مرکزی شهرستان تفرش | ابردر            | ۰              | ۱۲             | ۰            | ۳                   | ۴                   |
| اوغل نو            | بخش مرکزی شهرستان تفرش | واشقان           | ۰              | ۵              | ۰            | ۲                   | ۲                   |
| اکبرآباد           | بخش مرکزی شهرستان تفرش | کنگران           | ۰              | ۵              | ۰            | ۴٫۵                 | ۲۰                  |
| ایوان بالا         | بخش مرکزی شهرستان تفرش | مخلص‌آباد         | ۰              | ۲۰             | ۰            | ۱۵                  | ۱۰                  |
| بارزنا             | بخش مرکزی شهرستان تفرش | کهندان           | ۰              | ۷              | ۰            | ۱٫۵                 | ۱۰                  |
| بارنگان درکه       | بخش مرکزی شهرستان تفرش | قرمزچشمه         | ۰              | ۸              | ۰            | ۲                   | ۲                   |
| باشاناز            | بخش مرکزی شهرستان تفرش | شاهواردک         | ۰              | ۶              | ۰            | ۴٫۵                 | ۳۰                  |
| باغ بزرگ           | بخش مرکزی شهرستان تفرش | چاقر             | ۰              | ۱۱             | ۰            | ۴                   | ۰                   |
| بالاده             | بخش مرکزی شهرستان تفرش | کنگران           | ۰              | ۱۵             | ۰            | ۵                   | ۱۰۰                 |
| بالای              | بخش مرکزی شهرستان تفرش | جفتان            | ۰              | ۳۰             | ۰            | ۲۰                  | ۴۲                  |
| باله رو رشته اول   | بخش مرکزی شهرستان تفرش | سرآباد ان        | ۰              | ۵              | ۰            | ۲                   | ۴                   |
| باچنار             | بخش مرکزی شهرستان تفرش | معین‌آباد         | ۰              | ۲              | ۰            | ۱                   | ۴                   |
| باکائین            | بخش مرکزی شهرستان تفرش | حشته             | ۰              | ۱۵             | ۰            | ۳                   | ۱۷                  |
| برقعلی             | بخش مرکزی شهرستان تفرش | معین‌آباد         | ۰              | ۵              | ۰            | ۱٫۵                 | ۳٫۵                 |
| بزرگ               | بخش مرکزی شهرستان تفرش | نوبهار           | ۰              | ۳۰             | ۰            | ۱۵                  | ۲۰                  |
| بزرگ               | بخش مرکزی شهرستان تفرش | فریمانه          | ۰              | ۱              | ۰            | ۳٫۵                 | ۱۲                  |
| بن درختان          | بخش مرکزی شهرستان تفرش | بنددرختان        | ۰              | ۱۰             | ۰            | ۳                   | ۵                   |
| بن درختان          | بخش مرکزی شهرستان تفرش | بنددرختان        | ۰              | ۸              | ۰            | ۲٫۵                 | ۵                   |
| بن دریان           | بخش مرکزی شهرستان تفرش | دینجرد           | ۰              | ۳۰             | ۰            | ۸                   | ۲۰                  |
| بوخاره گل          | بخش مرکزی شهرستان تفرش | اقازیارت         | ۰              | ۱۳             | ۰            | ۲۰                  | ۳٫۵                 |
| بورقان             | بخش مرکزی شهرستان تفرش | بورقان           | ۰              | ۱۰۰            | ۰            | ۴۵                  | ۱۷۳                 |
| بکی جان            | بخش مرکزی شهرستان تفرش | نقوسان           | ۰              | ۱۲             | ۰            | ۴                   | ۲۵                  |
| بیدستان            | بخش مرکزی شهرستان تفرش | سفیدشبان         | ۰              | ۱۲             | ۰            | ۶                   | ۱۴                  |
| بیدمومه            | بخش مرکزی شهرستان تفرش | مشهد زلف‌آباد     | ۰              | ۱۵۰            | ۰            | ۵                   | ۴۰                  |
| بیراقایی           | بخش مرکزی شهرستان تفرش | قزلقاش           | ۰              | ۶              | ۰            | ۱۰                  | ۲۵                  |
| تامورآباد          | بخش مرکزی شهرستان تفرش | دوازده‌امام       | ۰              | ۱۵             | ۰            | ۰                   | ۰                   |
| تخت                | بخش مرکزی شهرستان تفرش | شاهواردک         | ۰              | ۵              | ۰            | ۲٫۵                 | ۱۲                  |
| تختگاه             | بخش مرکزی شهرستان تفرش | دیزج             | ۰              | ۵              | ۰            | ۲                   | ۱۰                  |
| توکلی              | بخش مرکزی شهرستان تفرش | خرک              | ۰              | ۱۰             | ۰            | ۶٫۵                 | ۱۹                  |
| تک دره             | بخش مرکزی شهرستان تفرش | دیزج             | ۰              | ۱۰             | ۰            | ۱                   | ۱۰                  |
| جدن‌آباد            | بخش مرکزی شهرستان تفرش | حسینیه           | ۰              | ۱۰             | ۰            | ۴                   | ۱۰                  |
| جلال‌آباد           | بخش مرکزی شهرستان تفرش | جلال‌آباد         | ۰              | ۱۰۰            | ۰            | ۱۰                  | ۴۰                  |
| جورقیق             | بخش مرکزی شهرستان تفرش | جورقیق           | ۰              | ۸              | ۰            | ۴                   | ۱۵                  |
| جورقین             | بخش مرکزی شهرستان تفرش | جورقین           | ۰              | ۱۲             | ۰            | ۲٫۵                 | ۸                   |
| جورقین             | بخش مرکزی شهرستان تفرش | جورقین           | ۰              | ۸              | ۰            | ۲٫۵                 | ۱۰                  |
| جورقین             | بخش مرکزی شهرستان تفرش | جورقین           | ۰              | ۱۰             | ۰            | ۳٫۵                 | ۱۲                  |
| جورقین             | بخش مرکزی شهرستان تفرش | جورقین           | ۰              | ۷              | ۰            | ۱٫۵                 | ۶                   |
| حاجی‌آباد           | بخش مرکزی شهرستان تفرش | دارستان          | ۰              | ۶۰             | ۰            | ۲                   | ۱                   |
| حسن‌آباد            | بخش مرکزی شهرستان تفرش | حسین‌آباد         | ۰              | ۷              | ۰            | ۰                   | ۰                   |
| حسن‌آباد            | بخش مرکزی شهرستان تفرش | عزیزآباد         | ۰              | ۳۰             | ۰            | ۰                   | ۰                   |
| حسینه              | بخش مرکزی شهرستان تفرش | حسینه            | ۰              | ۵۰             | ۰            | ۱۵                  | ۳۵                  |
| حسین‌آباد           | بخش مرکزی شهرستان تفرش | حسینه            | ۰              | ۵۵             | ۰            | ۱۵                  | ۳۰                  |
| حسین‌آباد           | بخش مرکزی شهرستان تفرش | حسین‌آباد         | ۰              | ۷۰             | ۰            | ۸                   | ۳۵                  |
| خاتم‌آباد           | بخش مرکزی شهرستان تفرش | خاتم‌آباد         | ۰              | ۱۶۰            | ۰            | ۲۵                  | ۸۵                  |
| خارک رشته اول      | بخش مرکزی شهرستان تفرش | خانک             | ۰              | ۷              | ۰            | ۲                   | ۱۹                  |
| خانک کوهنه         | بخش مرکزی شهرستان تفرش | خانک             | ۰              | ۲۰             | ۰            | ۱۲                  | ۱۰                  |
| خرمنگا             | بخش مرکزی شهرستان تفرش | خرمنگا           | ۰              | ۸              | ۰            | ۲٫۵                 | ۱۰                  |
| خره بیک            | بخش مرکزی شهرستان تفرش | کمرک             | ۰              | ۱۲             | ۰            | ۸                   | ۱۰                  |
| خسروان سفلی        | بخش مرکزی شهرستان تفرش | خسروان سفلی      | ۰              | ۴۰             | ۰            | ۴                   | ۶                   |
| خلت‌آباد            | بخش مرکزی شهرستان تفرش | خلت‌آباد          | ۰              | ۱۱۰            | ۰            | ۲۰                  | ۶۳                  |
| خورطاب             | بخش مرکزی شهرستان تفرش | نقوسان           | ۰              | ۵              | ۰            | ۳                   | ۱۵                  |
| خیرآباد            | بخش مرکزی شهرستان تفرش | طاد              | ۰              | ۶              | ۰            | ۲٫۵                 | ۲۰                  |
| دادقان             | بخش مرکزی شهرستان تفرش | دادقان           | ۰              | ۱۶             | ۰            | ۰                   | ۴۰                  |
| داران سفلی         | بخش مرکزی شهرستان تفرش | کندج             | ۰              | ۸              | ۰            | ۲                   | ۱۲                  |
| دارستان            | بخش مرکزی شهرستان تفرش | دارستان          | ۰              | ۱۲             | ۰            | ۳٫۵                 | ۲                   |
| داش کهریز          | بخش مرکزی شهرستان تفرش | زنگارک           | ۰              | ۱۵             | ۰            | ۵                   | ۴                   |
| دربند              | بخش مرکزی شهرستان تفرش | واشقان           | ۰              | ۷              | ۰            | ۲                   | ۳                   |
| درخت دومیش         | بخش مرکزی شهرستان تفرش | کنگران           | ۰              | ۲              | ۰            | ۷٫۵                 | ۳۰                  |
| درفشان             | بخش مرکزی شهرستان تفرش | حسینه            | ۰              | ۵۰             | ۰            | ۲۰                  | ۳۰                  |
| درنظر              | بخش مرکزی شهرستان تفرش | شاهواردک         | ۰              | ۶              | ۰            | ۲٫۵                 | ۱۰                  |
| دره آب رشته دوم    | بخش مرکزی شهرستان تفرش | جوب دراز         | ۰              | ۵              | ۰            | ۴٫۵                 | ۷                   |
| دره زیان           | بخش مرکزی شهرستان تفرش | دارستان          | ۰              | ۱۰             | ۰            | ۶                   | ۵٫۵                 |
| دره قلقلک          | بخش مرکزی شهرستان تفرش | خرازان           | ۰              | ۴              | ۰            | ۰                   | ۱۰                  |
| دره قوچک           | بخش مرکزی شهرستان تفرش | گیان بالا        | ۰              | ۶              | ۰            | ۲                   | ۱۰                  |
| دره پرک            | بخش مرکزی شهرستان تفرش | شهراب            | ۰              | ۸              | ۰            | ۳                   | ۰                   |
| دره گله            | بخش مرکزی شهرستان تفرش | سفیدشبان         | ۰              | ۱۵             | ۰            | ۴                   | ۱۵                  |
| دستجرد ده          | بخش مرکزی شهرستان تفرش | واشقان           | ۰              | ۱۰             | ۰            | ۳                   | ۵                   |
| دشت                | بخش مرکزی شهرستان تفرش | خشک              | ۰              | ۱۵             | ۰            | ۸                   | ۴۸                  |
| دشت                | بخش مرکزی شهرستان تفرش | طراران علیا      | ۰              | ۲۰             | ۰            | ۴                   | ۲۰                  |
| دشت                | بخش مرکزی شهرستان تفرش | کندج             | ۰              | ۰              | ۰            | ۲۰                  | ۲۳                  |
| ده                 | بخش مرکزی شهرستان تفرش | زنگارک           | ۰              | ۲۰             | ۰            | ۱۰                  | ۱۰                  |
| ده                 | بخش مرکزی شهرستان تفرش | تلخاب            | ۰              | ۱۵             | ۰            | ۱۰                  | ۱۲                  |
| ده                 | بخش مرکزی شهرستان تفرش | اقازیارت         | ۰              | ۱۸             | ۰            | ۵                   | ۰                   |
| ده                 | بخش مرکزی شهرستان تفرش | دربر             | ۰              | ۲۰             | ۰            | ۲                   | ۱۲                  |
| ده                 | بخش مرکزی شهرستان تفرش | عرامنه           | ۰              | ۴۸             | ۰            | ۳۵                  | ۸۰                  |
| ده بالا            | بخش مرکزی شهرستان تفرش | سقرجوقک          | ۰              | ۸              | ۰            | ۱۰                  | ۲۰                  |
| ده بزرگ            | بخش مرکزی شهرستان تفرش | دستجان           | ۰              | ۳۶۵            | ۰            | ۳۵                  | ۵۵                  |
| دهک                | بخش مرکزی شهرستان تفرش | دهک              | ۰              | ۸              | ۰            | ۴                   | ۸                   |
| ده‌آباد             | بخش مرکزی شهرستان تفرش | جاقر             | ۰              | ۳۰             | ۰            | ۱۲                  | ۹۶                  |
| دوازده‌امام         | بخش مرکزی شهرستان تفرش | دوازده‌امام       | ۰              | ۱۰۰            | ۰            | ۶                   | ۳۰                  |
| دوستعلی گلی        | بخش مرکزی شهرستان تفرش | واشقان           | ۰              | ۸              | ۰            | ۲٫۵                 | ۱۴                  |
| دولیان             | بخش مرکزی شهرستان تفرش | خانک             | ۰              | ۲۵             | ۰            | ۲۰                  | ۳۰                  |
| دونه               | بخش مرکزی شهرستان تفرش | دوازده‌امام       | ۰              | ۵۰             | ۰            | ۰                   | ۱۲                  |
| دیزج               | بخش مرکزی شهرستان تفرش | دیزج             | ۰              | ۲              | ۰            | ۴٫۵                 | ۱۸                  |
| دیوان پایین        | بخش مرکزی شهرستان تفرش | مخلص‌آباد         | ۰              | ۱۷             | ۰            | ۱۵                  | ۱۵                  |
| رئیس محمد          | بخش مرکزی شهرستان تفرش | ابردر            | ۰              | ۱۵             | ۰            | ۰                   | ۴                   |
| راه ساوه           | بخش مرکزی شهرستان تفرش | کندج             | ۰              | ۰              | ۰            | ۱۷                  | ۳۰                  |
| رشته اول           | بخش مرکزی شهرستان تفرش | جوب دراز         | ۰              | ۴              | ۰            | ۴                   | ۷                   |
| رشته اول           | بخش مرکزی شهرستان تفرش | گونه             | ۰              | ۵              | ۰            | ۱٫۵                 | ۰                   |
| رشته دوم           | بخش مرکزی شهرستان تفرش | سرآباد ان        | ۰              | ۶              | ۰            | ۱٫۵                 | ۴                   |
| رشته دوم           | بخش مرکزی شهرستان تفرش | بازرجان          | ۰              | ۱۲             | ۰            | ۲                   | ۱۵                  |
| رشته دوم           | بخش مرکزی شهرستان تفرش | سفیدشبان         | ۰              | ۱۲             | ۰            | ۷                   | ۱۰                  |
| رشته دوم           | بخش مرکزی شهرستان تفرش | یوزگاه           | ۰              | ۷              | ۰            | ۲٫۵                 | ۱۰                  |
| رشته دوم           | بخش مرکزی شهرستان تفرش | یوزگاه           | ۰              | ۶              | ۰            | ۱٫۵                 | ۵                   |
| رشیزان             | بخش مرکزی شهرستان تفرش | کبوران           | ۰              | ۲۸             | ۰            | ۳                   | ۳۰                  |
| رضوان              | بخش مرکزی شهرستان تفرش | خشک              | ۰              | ۸              | ۰            | ۱٫۵                 | ۲۱                  |
| رودخانه نقدسان     | بخش مرکزی شهرستان تفرش | بازرجان          | ۰              | ۹              | ۰            | ۲                   | ۶                   |
| ریزآب              | بخش مرکزی شهرستان تفرش | شتریه            | ۰              | ۲۰             | ۰            | ۰                   | ۰                   |
| زرافسون            | بخش مرکزی شهرستان تفرش | مشهد زلف‌آباد     | ۰              | ۱۰             | ۰            | ۰                   | ۰                   |
| زلف‌آباد            | بخش مرکزی شهرستان تفرش | مجدآباد کهنه     | ۰              | ۱۲۰            | ۰            | ۱۲                  | ۳۰                  |
| زنجیربالا          | بخش مرکزی شهرستان تفرش | کمرک             | ۰              | ۲              | ۰            | ۵                   | ۳٫۵                 |
| زنجیرپایین         | بخش مرکزی شهرستان تفرش | کمرک             | ۰              | ۷              | ۰            | ۳                   | ۲                   |
| سارک               | بخش مرکزی شهرستان تفرش | خانک             | ۰              | ۱۵             | ۰            | ۰                   | ۱۵                  |
| سارک               | بخش مرکزی شهرستان تفرش | ابردر            | ۰              | ۱۸             | ۰            | ۰                   | ۴                   |
| سربند              | بخش مرکزی شهرستان تفرش | سربند            | ۰              | ۲۰             | ۰            | ۳                   | ۶۵                  |
| سرخ آب             | بخش مرکزی شهرستان تفرش | شاه‌آباد          | ۰              | ۶۰             | ۰            | ۰                   | ۰                   |
| سرخ آب             | بخش مرکزی شهرستان تفرش | فرمهین           | ۰              | ۲۸             | ۰            | ۰                   | ۰                   |
| سرک                | بخش مرکزی شهرستان تفرش | ورمنک            | ۰              | ۳۰             | ۰            | ۴                   | ۱۵                  |
| سرگووک             | بخش مرکزی شهرستان تفرش | سرگووک           | ۰              | ۸              | ۰            | ۳٫۵                 | ۱۰                  |
| سریل               | بخش مرکزی شهرستان تفرش | نقوسان           | ۰              | ۱۰             | ۰            | ۱٫۵                 | ۱۲                  |
| سفیداب             | بخش مرکزی شهرستان تفرش | شاه‌آباد          | ۰              | ۸۰             | ۰            | ۷                   | ۱۵                  |
| سفیداب             | بخش مرکزی شهرستان تفرش | سفیداب           | ۰              | ۷              | ۰            | ۴٫۵                 | ۲۵                  |
| سفیداب             | بخش مرکزی شهرستان تفرش | فرمهین           | ۰              | ۳۵             | ۰            | ۳                   | ۱۵                  |
| سفیداب             | بخش مرکزی شهرستان تفرش | اشقل             | ۰              | ۲۰             | ۰            | ۰                   | ۰                   |
| سه گوش             | بخش مرکزی شهرستان تفرش | لالائین          | ۰              | ۱۰             | ۰            | ۳                   | ۱۰                  |
| سهیل‌آباد           | بخش مرکزی شهرستان تفرش | خشک              | ۰              | ۷              | ۰            | ۲٫۵                 | ۱۶                  |
| سیب در             | بخش مرکزی شهرستان تفرش | خرازان           | ۰              | ۳              | ۰            | ۴                   | ۱۵                  |
| سیلان رشته دوم     | بخش مرکزی شهرستان تفرش | گونه             | ۰              | ۶              | ۰            | ۱٫۵                 | ۴                   |
| شاقی‌آباد           | بخش مرکزی شهرستان تفرش | کبوران           | ۰              | ۱۵             | ۰            | ۲                   | ۲                   |
| شاه‌آباد            | بخش مرکزی شهرستان تفرش | شاه‌آباد          | ۰              | ۱۲۰            | ۰            | ۶                   | ۱۲                  |
| شاه‌آباد            | بخش مرکزی شهرستان تفرش | ابردر            | ۰              | ۱۸             | ۰            | ۱۰                  | ۸                   |
| شتریه              | بخش مرکزی شهرستان تفرش | شتریه            | ۰              | ۱۰۰            | ۰            | ۲                   | ۳۵                  |
| شجائیه             | بخش مرکزی شهرستان تفرش | شجائیه           | ۰              | ۱۲             | ۰            | ۵٫۵                 | ۱۰                  |
| شرف‌آباد            | بخش مرکزی شهرستان تفرش | فرمهین           | ۰              | ۳۰             | ۰            | ۲٫۵                 | ۲۴                  |
| شریف‌آباد           | بخش مرکزی شهرستان تفرش | واشقان           | ۰              | ۲۵             | ۰            | ۱۰                  | ۰                   |
| شمس‌آباد            | بخش مرکزی شهرستان تفرش | جونوش            | ۰              | ۷۰             | ۰            | ۰                   | ۰                   |
| شوراب بالا         | بخش مرکزی شهرستان تفرش | چشمه زنبوری      | ۰              | ۳              | ۰            | ۱٫۵                 | ۲                   |
| شیرین‌آباد          | بخش مرکزی شهرستان تفرش | شیرین‌آباد        | ۰              | ۵۰             | ۰            | ۳                   | ۱۰                  |
| صفرباغی            | بخش مرکزی شهرستان تفرش | فریمانه          | ۰              | ۱              | ۰            | ۳                   | ۱۰                  |
| طادبالا            | بخش مرکزی شهرستان تفرش | طادبالا          | ۰              | ۱۰             | ۰            | ۴                   | ۲۴                  |
| طادپایین           | بخش مرکزی شهرستان تفرش | طادپایین         | ۰              | ۱۳             | ۰            | ۵٫۵                 | ۱۵                  |
| طاقی               | بخش مرکزی شهرستان تفرش | وروان            | ۰              | ۴              | ۰            | ۷                   | ۱۰                  |
| طاهر               | بخش مرکزی شهرستان تفرش | طراران علیا      | ۰              | ۱۲             | ۰            | ۲٫۵                 | ۷                   |
| طاهرآباد           | بخش مرکزی شهرستان تفرش | ولاشجرد          | ۰              | ۷۰             | ۰            | ۲۰                  | ۲۸                  |
| عباس‌آباد           | بخش مرکزی شهرستان تفرش | امیرآباد         | ۰              | ۹۰             | ۰            | ۳                   | ۲۵                  |
| عبداله‌آباد بالا    | بخش مرکزی شهرستان تفرش | عبداله‌آباد بالا  | ۰              | ۱۰             | ۰            | ۲٫۵                 | ۱۲                  |
| عبداله‌آباد پایین   | بخش مرکزی شهرستان تفرش | عبداله‌آباد پایین | ۰              | ۸              | ۰            | ۲                   | ۱۰                  |
| عزیزآباد           | بخش مرکزی شهرستان تفرش | عزیزآباد         | ۰              | ۱۰۰            | ۰            | ۷                   | ۳۲                  |
| عفیف               | بخش مرکزی شهرستان تفرش | دینجرد           | ۰              | ۱۰             | ۰            | ۷                   | ۲۰                  |
| علی‌آباد            | بخش مرکزی شهرستان تفرش | عرافیه           | ۰              | ۲۵             | ۰            | ۱۰                  | ۴۷                  |
| علی‌آباد            | بخش مرکزی شهرستان تفرش | علی‌آباد          | ۰              | ۱۸۰            | ۰            | ۸٫۵                 | ۳۵                  |
| عنبرجه             | بخش مرکزی شهرستان تفرش | مشهد زلف‌آباد     | ۰              | ۰              | ۰            | ۷                   | ۳۰                  |
| غلاعباغی           | بخش مرکزی شهرستان تفرش | بازرجان          | ۰              | ۱۸             | ۰            | ۲٫۵                 | ۲۰                  |
| غیاث‌آباد           | بخش مرکزی شهرستان تفرش | غیاث‌آباد         | ۰              | ۳۰۰            | ۰            | ۲۰                  | ۱۵۴                 |
| فرج آقا            | بخش مرکزی شهرستان تفرش | جاقو             | ۰              | ۱۵             | ۰            | ۵                   | ۳۲                  |
| فرخ‌آباد            | بخش مرکزی شهرستان تفرش | قلعه قوس         | ۰              | ۲۴             | ۰            | ۴٫۵                 | ۱۲                  |
| فرمهین             | بخش مرکزی شهرستان تفرش | فرمهین           | ۰              | ۵۵             | ۰            | ۱۴                  | ۴۰                  |
| فضل‌آباد            | بخش مرکزی شهرستان تفرش | ورمنک            | ۰              | ۱۵             | ۰            | ۰٫۵                 | ۲                   |
| فمشلو              | بخش مرکزی شهرستان تفرش | جاقو             | ۰              | ۳۵             | ۰            | ۱۵                  | ۳۰                  |
| فیه مر             | بخش مرکزی شهرستان تفرش | زنگارک           | ۰              | ۲۰             | ۰            | ۳                   | ۴                   |
| قرمزار             | بخش مرکزی شهرستان تفرش | شهراب            | ۰              | ۱۰             | ۰            | ۴                   | ۰                   |
| قرمزکهریز          | بخش مرکزی شهرستان تفرش | قرمزچشمه         | ۰              | ۸              | ۰            | ۵                   | ۲۴                  |
| قره کهریز          | بخش مرکزی شهرستان تفرش | گودرز            | ۰              | ۸              | ۰            | ۹                   | ۲۰                  |
| قزبلاغ             | بخش مرکزی شهرستان تفرش | دورنگل           | ۰              | ۱۰             | ۰            | ۳                   | ۱۰                  |
| قلعه منصوریه       | بخش مرکزی شهرستان تفرش | منصوریه          | ۰              | ۲۰             | ۰            | ۱۱                  | ۱۵                  |
| قوچان              | بخش مرکزی شهرستان تفرش | واشقان           | ۰              | ۱۲             | ۰            | ۰                   | ۰                   |
| لاله که            | بخش مرکزی شهرستان تفرش | معین‌آباد         | ۰              | ۸              | ۰            | ۲٫۵                 | ۱۹٫۵                |
| لشگرگاه            | بخش مرکزی شهرستان تفرش | لشگرگاه          | ۰              | ۸              | ۰            | ۲                   | ۷                   |
| لندریان            | بخش مرکزی شهرستان تفرش | طاد              | ۰              | ۷              | ۰            | ۴                   | ۲۰                  |
| مبارک‌آباد          | بخش مرکزی شهرستان تفرش | مجدآباد کهنه     | ۰              | ۶۰             | ۰            | ۲                   | ۱۵                  |
| مبارک‌آباد          | بخش مرکزی شهرستان تفرش | مبارک‌آباد        | ۰              | ۱۰             | ۰            | ۳                   | ۷                   |
| مجدآباد کهنه       | بخش مرکزی شهرستان تفرش | مجدآباد کهنه     | ۰              | ۸۰             | ۰            | ۷                   | ۳۰                  |
| مجدآباد کهنه       | بخش مرکزی شهرستان تفرش | مجدآباد کهنه     | ۰              | ۱۲۰            | ۰            | ۱۵                  | ۱۱۵                 |
| محمدآباد           | بخش مرکزی شهرستان تفرش | عزیزآباد         | ۰              | ۵۰             | ۰            | ۱۰                  | ۴۸                  |
| محمدآباد           | بخش مرکزی شهرستان تفرش | خشک              | ۰              | ۸              | ۰            | ۴                   | ۱۶                  |
| محمدآباد           | بخش مرکزی شهرستان تفرش | محمدآباد         | ۰              | ۱۲             | ۰            | ۳٫۵                 | ۱۰                  |
| محمدصلالی          | بخش مرکزی شهرستان تفرش | بازرجان          | ۰              | ۵              | ۰            | ۲                   | ۴                   |
| محمدیه             | بخش مرکزی شهرستان تفرش | کنگران           | ۰              | ۱۴             | ۰            | ۲٫۵                 | ۲۰                  |
| محمودآباد          | بخش مرکزی شهرستان تفرش | دوازده‌امام       | ۰              | ۱۲۰            | ۰            | ۸                   | ۳۶                  |
| مخلص‌آباد           | بخش مرکزی شهرستان تفرش | مخلص‌آباد         | ۰              | ۲۸             | ۰            | ۳۵                  | ۳۹٫۵                |
| مرادآباد           | بخش مرکزی شهرستان تفرش | دوازده‌امام       | ۰              | ۵۰             | ۰            | ۰                   | ۰                   |
| مرغزار             | بخش مرکزی شهرستان تفرش | کوکان            | ۰              | ۱۸             | ۰            | ۲٫۵                 | ۲۵                  |
| مرکس               | بخش مرکزی شهرستان تفرش | کهک              | ۰              | ۲۰             | ۰            | ۷                   | ۱۵                  |
| مزرعه شور          | بخش مرکزی شهرستان تفرش | کنگران           | ۰              | ۱۵             | ۰            | ۲٫۵                 | ۲۵                  |
| مزیدآباد           | بخش مرکزی شهرستان تفرش | جونوش            | ۰              | ۷۰             | ۰            | ۱۵                  | ۲۵                  |
| مشهد               | بخش مرکزی شهرستان تفرش | مشهد زلف‌آباد     | ۰              | ۲۴             | ۰            | ۱۰                  | ۸۰                  |
| ملوس               | بخش مرکزی شهرستان تفرش | خرازان           | ۰              | ۵              | ۰            | ۷                   | ۲۰                  |
| ملک ساله           | بخش مرکزی شهرستان تفرش | گیان بالا        | ۰              | ۱۰             | ۰            | ۰                   | ۱۴                  |
| ملیان بلاق         | بخش مرکزی شهرستان تفرش | واشقان           | ۰              | ۷              | ۰            | ۲                   | ۳                   |
| موافق‌آباد          | بخش مرکزی شهرستان تفرش | مجدآباد کهنه     | ۰              | ۱۰۰            | ۰            | ۷                   | ۵۰                  |
| موردن              | بخش مرکزی شهرستان تفرش | کهندان           | ۰              | ۸              | ۰            | ۳                   | ۲۰                  |
| موسی کهریز         | بخش مرکزی شهرستان تفرش | قزلجه            | ۰              | ۵              | ۰            | ۳                   | ۱۵                  |
| مکان وبی کهریز     | بخش مرکزی شهرستان تفرش | خانک             | ۰              | ۷              | ۰            | ۰                   | ۵                   |
| میان قرقان         | بخش مرکزی شهرستان تفرش | قلعه قوس         | ۰              | ۶              | ۰            | ۴٫۵                 | ۱۵                  |
| میدانک             | بخش مرکزی شهرستان تفرش | شهراب            | ۰              | ۴              | ۰            | ۶٫۵                 | ۵۰                  |
| میرآباد            | بخش مرکزی شهرستان تفرش | دوازده‌امام       | ۰              | ۲۰۰            | ۰            | ۳                   | ۳۶                  |
| میرزاسیداحمد       | بخش مرکزی شهرستان تفرش | کوکان            | ۰              | ۲۰             | ۰            | ۰                   | ۱۵                  |
| میرزامرتضی         | بخش مرکزی شهرستان تفرش | طراران علیا      | ۰              | ۸              | ۰            | ۱٫۵                 | ۵                   |
| نام قنات نامعلوم   | بخش مرکزی شهرستان تفرش | روستا نامعلوم    | ۰              | ۰              | ۰            | ۰                   | ۰                   |
| نظام‌آباد           | بخش مرکزی شهرستان تفرش | نظام‌آباد         | ۰              | ۲۷۰            | ۰            | ۱۲                  | ۱۷٫۵                |
| نظرآباد            | بخش مرکزی شهرستان تفرش | جونوش            | ۰              | ۱۲             | ۰            | ۰                   | ۰                   |
| نظرآباد            | بخش مرکزی شهرستان تفرش | مجدآباد          | ۰              | ۵۰             | ۰            | ۳                   | ۲۸                  |
| نوده               | بخش مرکزی شهرستان تفرش | نوده حاجی یتی    | ۰              | ۲۵             | ۰            | ۸                   | ۱۰                  |
| هدایت              | بخش مرکزی شهرستان تفرش | طراران علیا      | ۰              | ۵              | ۰            | ۲٫۵                 | ۱۰                  |
| هدایت‌آباد          | بخش مرکزی شهرستان تفرش | چشمه هدایت‌آباد   | ۰              | ۸              | ۰            | ۱                   | ۰                   |
| هفتان              | بخش مرکزی شهرستان تفرش | هفتان            | ۰              | ۱۵             | ۰            | ۰                   | ۲۷                  |
| واروق              | بخش مرکزی شهرستان تفرش | شاهواردک         | ۰              | ۷              | ۰            | ۳٫۵                 | ۱۷                  |
| واشقان             | بخش مرکزی شهرستان تفرش | واشقان           | ۰              | ۱۰             | ۰            | ۳                   | ۱۴                  |
| واعیته             | بخش مرکزی شهرستان تفرش | واعیته           | ۰              | ۳              | ۰            | ۴٫۵                 | ۱۵                  |
| واچو               | بخش مرکزی شهرستان تفرش | شهراب            | ۰              | ۵              | ۰            | ۵٫۵                 | ۴۰                  |
| ورمنک بالا         | بخش مرکزی شهرستان تفرش | ورمنک            | ۰              | ۷۰             | ۰            | ۲۰                  | ۳۵                  |
| ورمنک پایین        | بخش مرکزی شهرستان تفرش | ورمنک            | ۰              | ۳۰             | ۰            | ۱۴                  | ۴۰                  |
| وروان              | بخش مرکزی شهرستان تفرش | وروان            | ۰              | ۱۸             | ۰            | ۱۲٫۵                | ۲۰                  |
| وزیرآباد           | بخش مرکزی شهرستان تفرش | خشک              | ۰              | ۱۲             | ۰            | ۳                   | ۶                   |
| ولاشجرد            | بخش مرکزی شهرستان تفرش | ولاشجرد          | ۰              | ۲۰۶            | ۰            | ۳۰                  | ۸۲                  |
| ولانک              | بخش مرکزی شهرستان تفرش | دارستان          | ۰              | ۱۲             | ۰            | ۴                   | ۸                   |
| وناب درخت          | بخش مرکزی شهرستان تفرش | گونه             | ۰              | ۱۵             | ۰            | ۲٫۵                 | ۱۵                  |
| ون‌آباد             | بخش مرکزی شهرستان تفرش | خانک             | ۰              | ۲۵             | ۰            | ۴٫۵                 | ۱۵                  |
| پاحیل              | بخش مرکزی شهرستان تفرش | دینجرد           | ۰              | ۷              | ۰            | ۱٫۵                 | ۱۲                  |
| پامیل              | بخش مرکزی شهرستان تفرش | شهراب            | ۰              | ۸              | ۰            | ۳                   | ۰                   |
| پاچنار             | بخش مرکزی شهرستان تفرش | خرازان           | ۰              | ۶              | ۰            | ۳٫۵                 | ۱۰                  |
| پای بند            | بخش مرکزی شهرستان تفرش | سربند            | ۰              | ۹              | ۰            | ۶                   | ۳۰                  |
| پای پیه            | بخش مرکزی شهرستان تفرش | شاهواردک         | ۰              | ۶              | ۰            | ۵٫۵                 | ۳۰                  |
| پای گرونه          | بخش مرکزی شهرستان تفرش | شاهواردک         | ۰              | ۷              | ۰            | ۳                   | ۱۰                  |
| پایین              | بخش مرکزی شهرستان تفرش | جفتان            | ۰              | ۲۰             | ۰            | ۱۰                  | ۱۵                  |
| پایین              | بخش مرکزی شهرستان تفرش | کمرک             | ۰              | ۹              | ۰            | ۱۲                  | ۱۱                  |
| پایین              | بخش مرکزی شهرستان تفرش | ارزوسند          | ۰              | ۱۲             | ۰            | ۲                   | ۱۶                  |
| پایین              | بخش مرکزی شهرستان تفرش | سقرجوقک          | ۰              | ۱۰             | ۰            | ۲                   | ۶                   |
| پراب               | بخش مرکزی شهرستان تفرش | نظام‌آباد         | ۰              | ۱۰۰            | ۰            | ۱۵                  | ۶۰                  |
| پنیو               | بخش مرکزی شهرستان تفرش | مرزآباد          | ۰              | ۹۰             | ۰            | ۳۵                  | ۴۵                  |
| پونه سر            | بخش مرکزی شهرستان تفرش | سرآباد ان        | ۰              | ۳              | ۰            | ۰                   | ۷                   |
| پیله ور            | بخش مرکزی شهرستان تفرش | سرآباد ان        | ۰              | ۵              | ۰            | ۱٫۵                 | ۲                   |
| چال                | بخش مرکزی شهرستان تفرش | چال              | ۰              | ۱۵             | ۰            | ۴                   | ۱۴                  |
| چان بندک           | بخش مرکزی شهرستان تفرش | بازرجان          | ۰              | ۵              | ۰            | ۱٫۵                 | ۶                   |
| چاهک دره           | بخش مرکزی شهرستان تفرش | سرآباد ان        | ۰              | ۴              | ۰            | ۲                   | ۵                   |
| چاپار              | بخش مرکزی شهرستان تفرش | فسنلگان          | ۰              | ۱۲             | ۰            | ۶۵                  | ۱۳                  |
| چاپارل             | بخش مرکزی شهرستان تفرش | چاپارل           | ۰              | ۱۰             | ۰            | ۵                   | ۲۰                  |
| چراق چشمه          | بخش مرکزی شهرستان تفرش | گدار پایین       | ۰              | ۳              | ۰            | ۵                   | ۵                   |
| چراق چشمه رشته دوم | بخش مرکزی شهرستان تفرش | مرکه پایین       | ۰              | ۷              | ۰            | ۸                   | ۱۴                  |
| چشمه               | بخش مرکزی شهرستان تفرش | نقوسان           | ۰              | ۱۲             | ۰            | ۱٫۵                 | ۲۰                  |
| چشمه آبه           | بخش مرکزی شهرستان تفرش | جوب دراز         | ۰              | ۲              | ۰            | ۲                   | ۵                   |
| چشمه خان زاده      | بخش مرکزی شهرستان تفرش | کنگران           | ۰              | ۱۵             | ۰            | ۳٫۵                 | ۲۰                  |
| چشمه خانه موش      | بخش مرکزی شهرستان تفرش | تلخاب            | ۰              | ۹              | ۰            | ۵                   | ۰                   |
| چشمه سفید          | بخش مرکزی شهرستان تفرش | سربند            | ۰              | ۵              | ۰            | ۸                   | ۳۰                  |
| چشمه محمدرضا       | بخش مرکزی شهرستان تفرش | دارستان          | ۰              | ۳۵             | ۰            | ۶                   | ۱۰                  |
| چندلا              | بخش مرکزی شهرستان تفرش | بازرجان          | ۰              | ۱۴             | ۰            | ۳                   | ۱۸                  |
| چندلا آلمان        | بخش مرکزی شهرستان تفرش | بازرجان          | ۰              | ۶              | ۰            | ۱٫۵                 | ۵                   |
| چوگانه             | بخش مرکزی شهرستان تفرش | کومین            | ۰              | ۷              | ۰            | ۳                   | ۱۵                  |
| کاظم‌آباد           | بخش مرکزی شهرستان تفرش | کاظم‌آباد         | ۰              | ۱۶۰            | ۰            | ۱۰                  | ۰                   |
| کرشو               | بخش مرکزی شهرستان تفرش | دیزج             | ۰              | ۱۷             | ۰            | ۱٫۵                 | ۱۰                  |
| کره سنگ            | بخش مرکزی شهرستان تفرش | واشقان           | ۰              | ۱۶             | ۰            | ۳                   | ۱۰                  |
| کریان              | بخش مرکزی شهرستان تفرش | کریان            | ۰              | ۲۰             | ۰            | ۳۰                  | ۵۰                  |
| کفترخول            | بخش مرکزی شهرستان تفرش | کشه              | ۰              | ۲۰             | ۰            | ۰                   | ۰                   |
| کمانک              | بخش مرکزی شهرستان تفرش | ورمنک            | ۰              | ۲۰             | ۰            | ۴٫۵                 | ۳۰                  |
| کهریز              | بخش مرکزی شهرستان تفرش | زرجین            | ۰              | ۱۲             | ۰            | ۲                   | ۵۰                  |
| کهریز              | بخش مرکزی شهرستان تفرش | قزلجه            | ۰              | ۱۸             | ۰            | ۰٫۵                 | ۳۰                  |
| کهریز              | بخش مرکزی شهرستان تفرش | واشقان           | ۰              | ۸              | ۰            | ۳                   | ۷                   |
| کهریز              | بخش مرکزی شهرستان تفرش | کنگران           | ۰              | ۱۲             | ۰            | ۳٫۵                 | ۶۰                  |
| کهریز نو           | بخش مرکزی شهرستان تفرش | ایر              | ۰              | ۳۵             | ۰            | ۶                   | ۱۷                  |
| کهریز پایین        | بخش مرکزی شهرستان تفرش | حشته             | ۰              | ۱۲             | ۰            | ۲                   | ۱۰                  |
| کهریز کهنه         | بخش مرکزی شهرستان تفرش | ایر              | ۰              | ۱۵             | ۰            | ۱۰                  | ۲۰                  |
| کهریزبالا          | بخش مرکزی شهرستان تفرش | خرفان علیا       | ۰              | ۱۲             | ۰            | ۸                   | ۲۸                  |
| کهریزجاق           | بخش مرکزی شهرستان تفرش | خرک              | ۰              | ۷              | ۰            | ۱۲                  | ۲۰                  |
| کهریزنو            | بخش مرکزی شهرستان تفرش | ابردر            | ۰              | ۱۷             | ۰            | ۱۹                  | ۸٫۵                 |
| کهریزپایین         | بخش مرکزی شهرستان تفرش | بازرجان          | ۰              | ۱۵             | ۰            | ۲                   | ۱۰                  |
| کهریزپایین         | بخش مرکزی شهرستان تفرش | خرفان علیا       | ۰              | ۱۰             | ۰            | ۷                   | ۲۸                  |
| کهریزک             | بخش مرکزی شهرستان تفرش | هفتان            | ۰              | ۴              | ۰            | ۳                   | ۶                   |
| کهلو علیا          | بخش مرکزی شهرستان تفرش | کهلو علیا        | ۰              | ۶              | ۰            | ۱۰                  | ۱۰                  |
| کهلو کهریز         | بخش مرکزی شهرستان تفرش | قزلجه            | ۰              | ۲              | ۰            | ۲٫۵                 | ۱۵                  |
| کهنه               | بخش مرکزی شهرستان تفرش | کهلوسفلی         | ۰              | ۴              | ۰            | ۱۰                  | ۲۵                  |
| کهنه باغ           | بخش مرکزی شهرستان تفرش | زرجین            | ۰              | ۵              | ۰            | ۴                   | ۱۰                  |
| کهنک               | بخش مرکزی شهرستان تفرش | کهنک             | ۰              | ۱۱             | ۰            | ۴٫۵                 | ۸                   |
| کهک                | بخش مرکزی شهرستان تفرش | کهک              | ۰              | ۱۲             | ۰            | ۲                   | ۱۲                  |
| کهک                | بخش مرکزی شهرستان تفرش | کهک              | ۰              | ۱۱             | ۰            | ۳٫۵                 | ۱۰                  |
| کوج مرسر           | بخش مرکزی شهرستان تفرش | اشقل             | ۰              | ۵              | ۰            | ۴                   | ۱۵                  |
| کوجیله             | بخش مرکزی شهرستان تفرش | دینجرد           | ۰              | ۳۰             | ۰            | ۸                   | ۲۴                  |
| کوهنه ده           | بخش مرکزی شهرستان تفرش | خسروان سفلی      | ۰              | ۱۰             | ۰            | ۴                   | ۸                   |
| کوچک               | بخش مرکزی شهرستان تفرش | فریمانه          | ۰              | ۳              | ۰            | ۳                   | ۱۰                  |
| کوچک               | بخش مرکزی شهرستان تفرش | کوهیل            | ۰              | ۳              | ۰            | ۳                   | ۱۰                  |
| کوچک پاشافان       | بخش مرکزی شهرستان تفرش | اشقل             | ۰              | ۱۵             | ۰            | ۷                   | ۵۰                  |
| کپه ره             | بخش مرکزی شهرستان تفرش | خرفان علیا       | ۰              | ۲۸             | ۰            | ۶                   | ۷٫۵                 |
| کیله               | بخش مرکزی شهرستان تفرش | کبوران           | ۰              | ۱۵             | ۰            | ۲                   | ۰                   |
| گازران             | بخش مرکزی شهرستان تفرش | گازران           | ۰              | ۰              | ۰            | ۲۰                  | ۷۰                  |
| گاوکلویه           | بخش مرکزی شهرستان تفرش | کوهیل            | ۰              | ۵              | ۰            | ۲                   | ۱۲                  |
| گداربالا           | بخش مرکزی شهرستان تفرش | گداربالا         | ۰              | ۱۰             | ۰            | ۲                   | ۷                   |
| گراونه             | بخش مرکزی شهرستان تفرش | گراونه           | ۰              | ۱۰             | ۰            | ۳                   | ۲۰                  |
| گزئین              | بخش مرکزی شهرستان تفرش | گزئین            | ۰              | ۵              | ۰            | ۱٫۵                 | ۱۰                  |
| گل حصار            | بخش مرکزی شهرستان تفرش | مجدآباد نو       | ۰              | ۸۰             | ۰            | ۱۰                  | ۴۲                  |
| گل کمر             | بخش مرکزی شهرستان تفرش | شاهواردک         | ۰              | ۵              | ۰            | ۰                   | ۱۲                  |
| گلا                | بخش مرکزی شهرستان تفرش | خسروان سفلی      | ۰              | ۱۲             | ۰            | ۲                   | ۶                   |
| گنج دره            | بخش مرکزی شهرستان تفرش | کردآباد          | ۰              | ۱۰             | ۰            | ۵                   | ۵                   |
| گوسگرد             | بخش مرکزی شهرستان تفرش | گوسگرد           | ۰              | ۱۲             | ۰            | ۴                   | ۱۵                  |
| گی                 | بخش مرکزی شهرستان تفرش | سرآباد ان        | ۰              | ۷              | ۰            | ۳                   | ۱۲                  |
| گیان بالا          | بخش مرکزی شهرستان تفرش | گیان بالا        | ۰              | ۱۱             | ۰            | ۷                   | ۲۰                  |
| گیان پایین         | بخش مرکزی شهرستان تفرش | گیان پایین       | ۰              | ۱۲             | ۰            | ۸                   | ۱۵                  |
| گیل‌آباد            | بخش مرکزی شهرستان تفرش | گونه             | ۰              | ۶              | ۰            | ۲                   | ۶                   |
| یالقوزاغاز         | بخش مرکزی شهرستان تفرش | شاهواردک         | ۰              | ۶              | ۰            | ۲٫۵                 | ۱۲                  |
| یزدحال             | بخش مرکزی شهرستان تفرش | گونه             | ۰              | ۲۰             | ۰            | ۵                   | ۱۵                  |
| یزدی جان           | بخش مرکزی شهرستان تفرش | سفیداب           | ۰              | ۱۰             | ۰            | ۴٫۵                 | ۱۲                  |
| ینگجه              | بخش مرکزی شهرستان تفرش | ورمنک            | ۰              | ۱۷             | ۰            | ۳                   | ۱۵                  |
| یه اوت             | بخش مرکزی شهرستان تفرش | دارستان          | ۰              | ۳۰             | ۰            | ۳٫۵                 | ۵                   |
| یوزگاه             | بخش مرکزی شهرستان تفرش | یوزگاه           | ۰              | ۷              | ۰            | ۰                   | ۵                   |
| یکبار              | بخش مرکزی شهرستان تفرش | دینجرد           | ۰              | ۳۵             | ۰            | ۹                   | ۲۵                  |